# 古肖夫卡农村居民点
古肖夫卡农村居民点（俄语：Гусёвское сельское поселение）是俄罗斯联邦伏尔加格勒州奥利霍夫卡区所属的一个农村居民点。其下辖有4个居民点，行政中心为古肖夫卡。据2016年统计，该农村居民点的人口为1510人。